# 다 큰 녀석들 2
《다 큰 녀석들 2》(영어: Grown Ups 2)는 2013년 개봉한 미국의 코미디 영화로, 《다 큰 녀석들》(2010)의 속편이다.
전작보다 낮은 평점을 받았으며, 2013년 타임지가 뽑은 “최악의 2013년 개봉작 10편” 중 1위로 선정되었다.

## 줄거리
어렸을 때부터 친했던 친구들인 레니, 래먼소프, 매켄지, 히긴스. 여름을 맞아 이들은 옛 추억을 떠올리며 한때 자신들이 겁없이 무모한 짓을 했던 곳을 찾아간다. 하지만 접근 금지 구역인 그곳에는 과거의 자신들처럼 젊은 대학생들이 한창 파티를 즐기고 있다. 대학생들은 이들을 불청객 취급을 하고 쫓아낸다. 수치스러운 모습으로 쫓겨난 이들은 대학생들에게 복수를 하고 옛 추억을 떠올리며 레니의 집에서 80년대를 주제로 한 파티를 연다.

## 출연진
- 애덤 샌들러 - 레니 페이더 역
- 케빈 제임스 - 에릭 래먼소프 역
- 크리스 록 - 커트 매켄지 역
- 데이비드 스페이드 - 마커스 히긴스 역
- 살마 하예크 - 록샌 체이스페이더 역
- 마이아 루돌프 - 딘 매켄지 역
- 마리아 벨로
- 닉 스워드슨
- 콜린 퀸
- 스티브 부세미
- 팀 메도스
- 존 러비츠
- 셔킬 오닐
- 알렉산더 러드위그
- 조지아 엥글
- 피터 단테이
- 올리버 허드슨
- 앨런 코버트
- 스티브 오스틴
- 테일러 라우트너 (크레디트 미기재)
- 캐머런 보이스
- 나지 지터
- 차이나 앤 매클레인
- 셰리 오테리
- 엘런 클레그혼
- 홀스턴 세이지
- 데니스 두건
- 조너선 로크런
- 앨리 미샤카
- 패트릭 슈워제네거, 데이비드 헨리, 지미 테이트로
- 앤디 샘버그, 요마 터코니, 보비 모이니핸, 어키바 섀퍼, 태런 킬럼, 윌 포테이(크레디트 미기재)
- 에린 헤더턴
- 마일로 벤티밀리아
- 제이 가일스 밴드